# Mordellistena dimidiata
Mordellistena dimidiata es una especie de coleóptero de la familia Mordellidae.

## Distribución geográfica
Habita en  Estados Unidos.